# Verdena
Verdena es una banda italiana de rock alternativo  formada en Albino (Bergamo), en 1995.

## Historia
Los comienzos de la banda datan de 1995, cuando Alberto Ferrari (guitarra y voz) junto con su hermano Luca Ferrari (batería) comenzaron a componer en el garaje de su casa, inicialmente denominando a su  grupo Verbena. Cambiaron su nombre a Verdena una vez descubierta la existencia de una banda estadounidense con el nombre anterior. En 1996 el dúo, después de haber probado con varios bajistas (entre ellos Maurizio Brazzoduro, el cual tocó en el primer demo Froll Sound) conoce a Roberta Sammarelli, exguitarrista de la banda punk Porno Nuns, quien se unió al grupo. Con esta formación en julio de 1997 el trío graba su segundo y último demo llamado de manera homónima. Así, la banda entra en contacto con varios sellos independientes, sin embargo en septiembre de 1998 aceptan la propuesta de Black Out/Universal.

### Primer álbum y éxito
En marzo de 1999 el trío comienza a grabar su álbum debut Verdena en los estudios Emme de Florencia, disco que vendió más de cuarenta mil copias y dio a la banda el "premio PIM" del diario La Reppublica como "mejor grupo revelación de 1999". La producción corrió a cargo de Giorgio Canali, quien junto a la banda logró terminar el trabajo después de aproximadamente un mes. La actividad de Verdena se intensifica, tocando en diversos festivales italianos. El 21 de junio es lanzado el primer sencillo extraído del álbum: Valvonauta. Su videoclip, dirigido por Francesco Fei fue producido por el canal MTV, volviéndose pronto un éxito en el panorama del indie rock italiano. El 30 de septiembre de 1999 el álbum sale a la venta y el 18 de octubre la agrupación inicia su propio tour nacional. El segundo sencillo es Viba, la cual contiene tres canciones extras: Stenuo, Cretina y una versión de Sunshine of your love. En febrero del 2000 se publica una versión en vinil del disco, incluyendo una nueva canción, Ormogenia, cantada por Roberta. 

### Solo un grande sasso e Il suicidio del samurai
El 15 de junio de 2001 sale el EP Spaceman EP, que contiene tres temas inéditos. Esto anticipa la salida del segundo álbum de la banda, Solo un grande sasso, el cual contiene canciones más elaboradas y largas, con más solos de guitarra, demostrando un crecimiento musical. Fue resultado de dos meses de grabación en los estudios Next de Mauro Pagani, con la producción de Manuel Agnelli, frontman de la banda Afterhours. El disco, recién salido, obtiene un amplio reconocimiento de la crítica, y alcanza rápidamente la sexta posición de la FIMI. 
El 26 de octubre de ese año inician un tour, que los mantiene tocando durante todo el 2002, con fechas en toda Italia y participaciones en festivales holandeses. En el entretiempo, a la formación se le une el pianista/tecladista Diego Maggi y después el tecladista Fidel Fogaroli. Al igual que en el primer álbum, luego del disco se publica la edición de vinil incluyendo una canción extra, llamada Il tramonto degli stupidi.
En el verano de 2003 el grupo inicia las grabaciones de su tercer álbum, Il suicidio del samurai, mismo que sale en enero de 2004, anticipado por el Luna EP. Como ocurrió con su predecesor, la crítica acoge el trabajo con buen recibimiento. Alberto Ferrari utiliza el adjetivo "rudo" para describir el proyecto (para Solo un grande sasso había utilizado la palabra "cósmico"). El sonido es más rock, y menos punk.  
El 18 de abril de 2005 el disco, ya dentro del primer puesto de la lista de los diez primeros italianos, es publicado en Suiza, y el 12 de septiembre en Alemania. En los meses de noviembre y diciembre ofrecen un tour promocional por algunas ciudades de aquellos países. Ese mismo mes comienzan a escribir canciones para el cuarto disco en los estudios Henhouse, llamados así por haber sido originalmente el gallinero dentro de la casa de los Ferrari, para luego ser readaptado como estudio. 

### Requiem
Después de varios meses grabando, el 16 de marzo de 2007 lanzan el álbum Requiem, su cuarto disco. El trabajo daba cuenta de quince canciones, las cuales alternaban entre el rock más duro y el grunge de los años noventa, con fuertes reminiscencias psicodélicas de los años setenta, pasando por el stoner. Este lanzamiento marca la salida del tecladista Fidel Fogaroli, dejando a la banda nuevamente como un trío. 
El 29 de junio se publica Caños EP, que contiene media docena de canciones inéditas. El trabajo marca un cambio de dirección respecto al sonido que hasta ese momento manejaba la banda, puesto que la influencia electrónica toma parte en una porción significativa  del disco. Después de este disco, los integrantes de Verdena comienzan a trabajar en proyectos alternos, así como a colaborar con otros artistas.

### WOW
El 13 de diciembre de 2010 sale al aire el video de Razzi arpia inferno e fiamme, el sencillo que anticipa la salida del siguiente LP. La canción recibe amplia cobertura en programas musicales italianos. El quinto disco de la banda es publicado el 18 de enero de 2011, bajo el nombre de WOW. El segundo sencillo se titula Scegli me (un mondo che tu non vuoi), publicandose en la radio el 18 de marzo del año siguiente. 
El 14 de marzo de 2012 es presentada la primera biografía del grupo: Un mondo del tutto differente. La storia di WOW e dei Verdena, escrita por Emiliano Colasanti. La presentación se da al mismo tiempo que la muestra personal de pinturas de Luca Ferrari, titulada Immagini per forza.
A finales de 2013, se certifica como disco de oro por haber superado las 30,000 copias vendidas.

### Endkadenz
El 18  de diciembre de 2014 la banda anuncia la salida de un disco doble. 

### Volevo Magia
El 9 de junio de 2022 se anuncia la salida de un nuevo álbum, mismo publicado el 23 de septiembre. El 19 de septiembre es liberado el primer sencillo, Chaise Longue.

## Discografía

### Álbumes
- Verdena (1999)
- Solo un Grande Sasso (2001)
- Il suicidio dei samurai (2004)
- Requiem (2007)
- Wow (2011)
- Endkadenz Vol. 1 (2015)
- Endkadenz Vol. 2 (2015)
- Volevo Magia (2022)

### EP
- Valvonauta (1999)
- Viba (2000)
- Spaceman (2001)
- Miami Safari (2002)
- Luna (2004)
- Elefante (2004)
- Canos (2007)
- Split (2016)

### Demos
- Froll Sound (1996)
- Verdena (1997)